# 藤田明彦
藤田 明彦（ふじた あきひこ、1957年2月13日 - ）は、兵庫県西脇市出身の元野球指導者、元社会人野球選手。

## 経歴
東洋大姫路高校では左翼手、四番打者として活躍し、二年連続で夏の甲子園に出場。1973年夏の選手権は、2回戦（初戦）で旭川龍谷高に敗退。1974年夏の選手権は3回戦に進むが、平安高に惜敗。この時のチームメイトに遊撃手の弓岡敬二郎がいた。
系列校の東洋大学経営学部に進学。東都大学野球リーグでは、2年次に同期のエース松沼雅之と1学年上・達川光男のバッテリーを擁し1976年秋季リーグでチーム初優勝を経験。同年の明治神宮大会では準決勝で松本匡史、山倉和博、岡田彰布らを擁する早大に敗退。1978年秋季リーグでは2回目のリーグ優勝に貢献した。同年の明治神宮大会では決勝に進出するが、エース中本茂樹を擁する同志社大に敗れ準優勝にとどまる。ベストナイン（外野手）に3回選出されている。。
大学卒業後は社会人野球の東芝府中に入社。左翼手、二番打者として起用される。1979年の都市対抗では準々決勝に進むが、熊谷組に敗退。翌1980年の都市対抗でも準々決勝で大昭和製紙北海道に敗れる。選手として活躍の後にはコーチや監督も務めている。
1997年8月からは母校の東洋大姫路高に戻り、監督に就任。2006年3月までの一次監督時代には、夏の甲子園に1998年と2001年（ベスト16）の二回、春の甲子園に2000年、2003年の二回出場している。
2006年3月末で監督を退任し、東京の東洋大学本部に職員として勤務。
2011年1月11日に監督として復帰。復帰後には、原樹理らを擁して同年夏の甲子園に出場し、ベスト8の成績を残した。しかし、この大会以降から全国大会への出場はなく、兵庫県内においても低迷していった。
長らく低迷していたが、2021年秋には近畿大会に出場し、準々決勝まで進む。そして遂に甲子園大会への出場が決まった。
同年11月4日に翌2022年3月末で職員契約を満了し、定年となることから監督を退任し、当時は野球から完全に引退することを発表していた。引退後は家族が住む東京へ戻ることも明かしている。東洋大姫路の後任監督には、自身の後輩で大阪府の履正社高校で監督を務め、夏の甲子園での優勝経験もある岡田龍生が2022年4月1日付で就任した。
2022年3月21日に第94回選抜高等学校野球大会一回戦の対高知高校戦に出場し、4-2で初戦敗退となった。前述のとおり、春夏含めて約11年振りに出場した甲子園大会のこの試合をもって東洋大姫路高校の監督を退任。
2024年から明星大学硬式野球部監督に就任。

## 著名な教え子
- グエン・トラン・フォク・アン
- 林﨑遼
- 乾真大
- 原樹理
- 松葉貴大
- 甲斐野央